# Amir Peretz

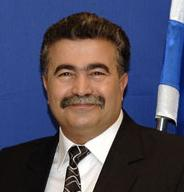
Amir Peretz

Amir Péretz (hebreu, עָמִיר פֶּרֶץ, Boukhad (Marroc), 9 de març de 1952) és un sindicalista, polític i parlamentari israelià. En el 2006 va ocupar el càrrec de Ministre de Defensa en el govern israelià, fins que va ser reemplaçat per Ehud Barak en el 2007. Péretz es va ocupar durant una dècada com a secretari general de la federació sindical Histadrut, i va ser líder del Partit Laborista Israelià entre 2005 i 2007.

## Biografia
Va néixer amb el nom d'Armand Péretz a Boukhad (Marroc). El seu pare era el president de la comunitat jueva i posseïa una benzinera. La família va emigrar a Israel el 1956. Es van establir on posteriorment hi hauria la ciutat de Sederot. Péretz va acudir a l'institut de la localitat. Va servir en les Forces Armades d'Israel com oficial de logística en la brigada de paracaigudistes, arribant al rang de capità.
Durant la Guerra del Yom Kippur, a l'octubre de 1973, Peretz va ser malferit a la batalla del Pas de Mitlà. Va estar un any ingressat en un hospital mentre es recuperava. Després de sortir de l'hospital, va comprar una granja en la població de Nir Akivà. Encara en cadira de rodes, va començar a conrear hortalisses i flors per a l'exportació. Durant aquest període va conèixer a la seva dona Ahlamà, amb la qual es va casar. Tenen quatre fills.

## Carrera política
El 1983, atenent a una petició dels seus amics, es va presentar a l'ajuntament de Sederot pel partit laborista). La seva victòria va acabar amb un llarg període de mandataris dretans, tant del Likkud com del partit nacional religiós Mafdal. Va ser el primer d'una llarga llista d'ajuntaments que van caure en mans laboristes. Com a alcalde, rellançà l'educació i va treballar per a millorar les precàries relacions amb els quibuts de la zona.

## Histadrut
El 1988 va ser triat membre de la Kenésset. En 1994, després d'un intent fallit si aconseguís el control de l'Histadrut, donà suport a Haim Ramon en la seva candidatura per a liderar aquesta organització, presentant una llista independent en contra del candidat proposat pel llavors capdavanter laborista Isaac Rabin. Van aconseguir el seu objectiu, i Péretz va esdevenir la mà dreta de Ramon dins de l'Histadrut. Això va deixar Péretz aïllat dintre del Partit Laborista. Però al desembre de 1995, quan Ramon va entrar en el govern d'Israel després de l'assassinat de Rabin, Péretz va assumir la prefectura de l'Histadrut. Durant el seu primers anys al capdavant de l'organització, Péretz es va comportar com un gran agitador, provocant fàcilment vagues generals. Durant diversos anys, l'economia israeliana va sofrir una gran perduda de jornades laborals a causa de les vagues. De vegades, l'excusa per a declarar una vaga general era simplement una declaració inoportuna del ministre de finances de torn, com va ser el cas del ministre Yiaaqov Neman el 1996. No obstant això, en els últims anys, Péretz s'ha tornat molt més moderat, probablement per donar una millor imatge de cara a les seves ambicions d'arribar a ser Primer Ministre d'Israel. Durant el període en el qual Benjamin Netanyahu es va fer càrrec de la cartera de finances, Péretz va cooperar amb el govern en l'adopció de reformes estructurals i econòmiques, les quals han dut Israel a una economia més liberal. Péretz ha afirmat que "la vaga més efectiva és la que no en té lloc".

## Am Ehad
En 1999, Péretz es va escindir del Partit Laborista i va crear el seu propi, Am Ehad (hebreu, «Un sol poble»). Am Ehad va aconseguir dos escons en la Kenésset en les eleccions generals de 1999, i tres el 2003. Com l'arribada al poder del Likkud havia afeblit molt al laborisme i els programes socials havien estat desmantellats, Péretz va començar a fer-se molt popular entre les classes obreres israelianes, i a principis de 2004 es deia que era "un cavaller blanc que rescataria el laborisme de la seva letargia". Després de llargues negociacions amb Ximon Peres i altres líders laboristes, Am Ehad es va fusionar amb el Partit Laborista a l'estiu de 2005.

## Tornada al Partit Laborista
Després de la fusió, Péretz es va presentar a les primàries del Partit Laborista, promovent la idea de trencar la coalició amb el Likkud, liderat pel primer ministre Ariel Xaron. El seu objectiu és retornar els laboristes a les seves polítiques socialistes tradicionals. Péretz es va imposar per un estret marge (42% a 39%) a Ximon Peres, el líder sortint, en les primàries del 9 de novembre de 2005. El tercer candidat, Benjamin Ben-Eliezer, va rebre un 16% dels vots. Ximon Peres ha demanat una investigació interna al considerar que hi ha hagut frau en alguns col·legis electorals. No obstant això, Eitan Kabel, secretari general del Partit Laborista Israelià, va desmentir aquestes acusacions al·legant que els resultats de tots els col·legis electorals han estat confirmats pels representants d'ambdós candidats.

## Eleccions de 2006 i entrada en el govern
Les últimes eleccions generals a Israel es van celebrar el 28 de març de 2006. Van ser anticipades a causa de la decisió de Péretz de retirar el seu suport al govern d'Israel, que consistia en una coalició entre el Likkud i els laboristes. Si Amir Péretz hagués guanyat les eleccions i format govern, hagués estat el primer cap de govern no asquenazita d'Israel.
No obstant això, la formació de Peretz va quedar en segon lloc després del Kadima, liderat pel successor d'Ariel Xaron, Ehud Olmert. No obstant això, els laboristes van acceptar unir-se a la coalició liderada per Olmert. Durant les negociacions per a formar govern, Peretz va demanar el Ministeri d'Economia, però finalment va haver d'acceptar el Ministeri de Defensa, reemplaçant a Shaul Mofaz. Peretz va ser nomenat també vicepresident.
Durant el seu primer dia com a Ministre de Defensa, Peretz va ordenar un atac aeri que va matar cinc membres del Front Popular per a l'Alliberament de Palestina. Més tard, el 9 de juny, set palestins van ser assassinats per una explosió en una platja de Gaza. Després de les acusacions palestines que les Forces Armades Israelianes eren les responsables d'aquestes morts, Peretz inicialment va demanar perdó per l'incident, però després d'una investigació militar exonerant a l'exèrcit israelià, Peretz va retirar les seves disculpes.

## Pèrdua de la prefectura laborista
En les eleccions internes del 28 de maig de 2007, Péretz quedà desplaçat al tercer lloc, quedant darrere de l'exprimer ministre Ehud Barak i d'Ami Ayalon, qui van avançar a segona volta. El 12 de juny Barak finalment va guanyar l'elecció i va rellevar Péretz com a capdavanter del laborisme.
Amir Peretz va anunciar que no es presentaria a la reelecció a les eleccions legislatives d'Israel de 2021 i Merav Michaeli va ser escollida per liderar el Partit Laborista el 24 de gener de 2021.

## Idees polítiques i socials
Péretz està fortament compromès amb les problemes socials i l'enfortiment de l'estat del benestar. Ha declarat que "quan dugui dos anys en el govern, hauré erradicat la pobresa infantil a Israel". No obstant això, també ha reiterat el seu suport a l'economia de mercat. Això comporta que durant els últims anys Peretz s'hagi anat acostant a les tesis de la "tercera via". Per aquest motiu i per la seva gran personalitat, Peretz ha estat comparat amb el president de Brasil, Luiz Inácio Lula da Silva.
Pel que fa a les relacions amb Palestina i el món àrab, Péretz sosté idees pacifistes. Va ser membre inicial del moviment "Xalom Akhxav" (Pau Ara). També va pertànyer a un grup de vuit membres laboristes de la Kenésset, coneguts com "els Vuit" i liderats per Yossi Beilin, que van intentar imposar una agenda liberal per al partit referent al procés de pau amb els palestins. Péretz veu una clara relació entre el procés de pau i els assumptes socials d'Israel. Creu que el conflicte amb els palestins ha estat un llast per a la solució d'alguns dels problemes socials més apressants d'Israel, com la creixent desigualtat. Segons Péretz, els recursos que s'han estat invertint a Cisjordània a manera de distracció social podrien haver arreglat molts problemes. Pensa que el conflicte ha modificat profundament als polítics israelians, de manera que la tradicional distinció entre dreta i Esquerra ja no serveix: en comptes de donar suport a l'esquerra socialdemòcrata que intentaria resoldre els seus problemes, les classes baixes han tornat a la dreta més fanàtica i nacionalista. Al mateix temps, l'esquerra israeliana ha estat usurpada per les classes acomodades, de manera que el Partit Laborista s'ha tornat elitista. Per això Péretz veu una relació intrínseca entre el conflicte àrab-israelià i els assumptes interns d'Israel.